# Броєцький Митрофан Єфимович
Броєцький Митрофан Єфимович (нар. 1865 — невідомо) — дійсний статський радник. З липня 1913 до січня 1916 завідував особливим відділом департаменту поліції Російської Імперії. З 1917 віце-директор департаменту поліції. Станом на 1917 рік мешкав на селі Миньківці, Київської губернії.

## Життєпис
1890 року — закінчив Київський університет, здобув юридичну освіту. Служив у судовому відомстві;
1892 — на службі Житомирського окружного суду;
З 1902 по жовтень 1905 — товарищ прокурора;
Серпень 1906 — призначено членом повітової землевпорядної комісії Свірського повіту Київської губернії;
Березня 1907 — чиновник Департаменту поліції;
1909 — чиновник особливих доручень при Департаменті поліції, працював в Особливому відділку Департаменту поліції;
Липень 1913 — керівник Особливого відділу Департаменту поліції Російської Імперії — замайвся політичним розшуком;
Лютий 1917 — віце-директор Департаменту поліції. Радник Тимчасового уряду Росії, позбавлений цієї посади до 7 серпня 1917;
З 1920 — на службі Червоної армії. Голова Особливої наради головнокомандуючого збройними силами республіки, головним військовим інспектором кіннозаводства і конярства, інспектором кавалерії.
Березень 1924 — служба при особливих дорученнях Революційної військової ради Робітничо-Селянської Червоної Армії РСФРР та СРСР.